# ハードヘッド (潜水艦)

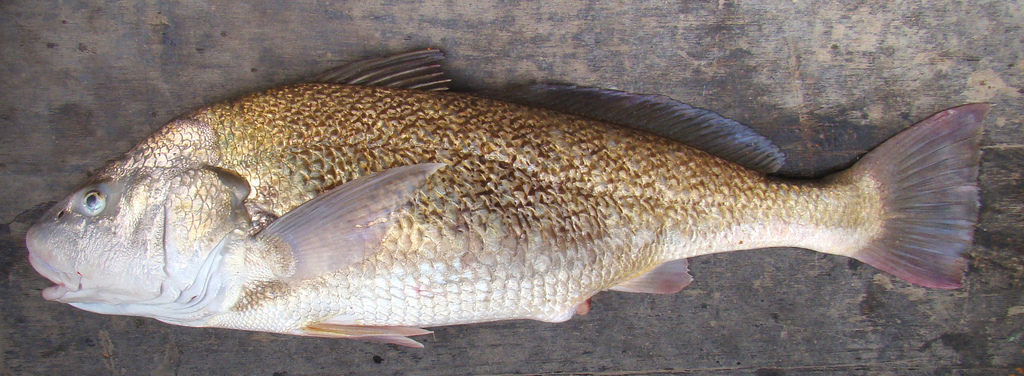
ホワイトマウス・クローカー（通称Hardhead）

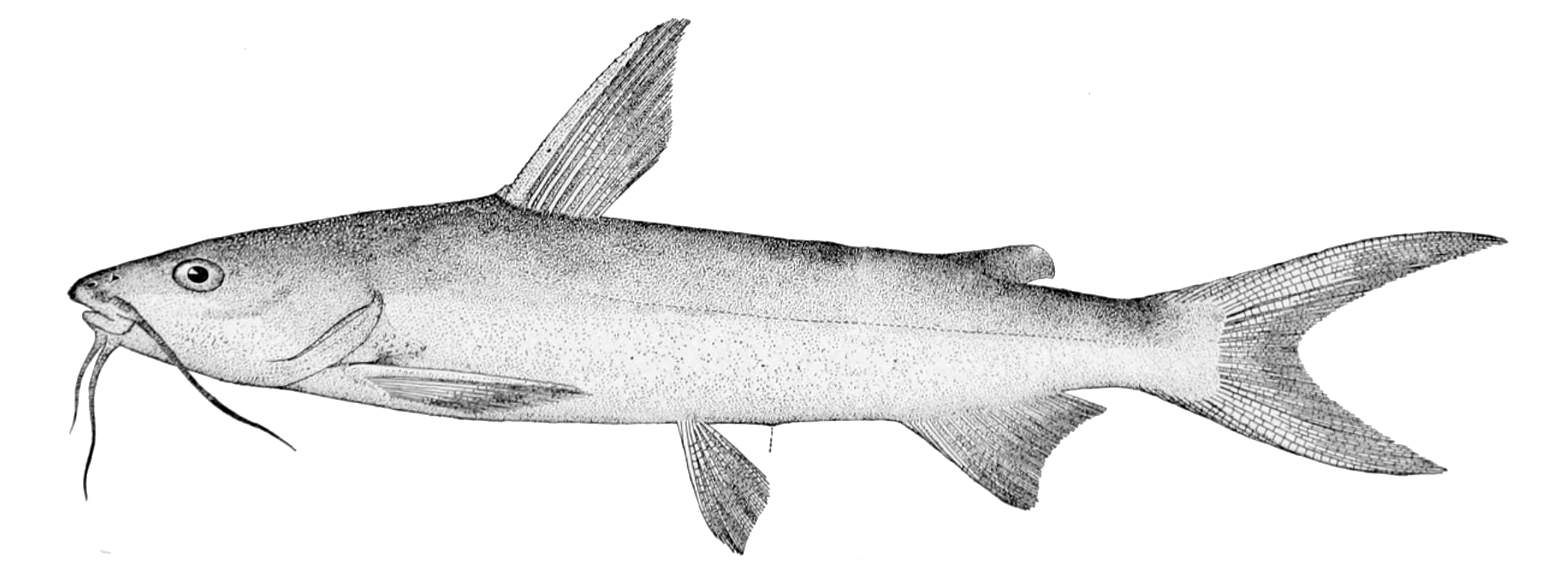
ハードヘッド・キャットフィッシュ（Hardhead catfish）

ハードヘッド (USS Hardhead, SS-365) は、アメリカ海軍の潜水艦。バラオ級潜水艦の一隻。艦名のhardheadとは、カリフォルニア州に固有のコイ科淡水魚ハードヘッドの名称に因む。

## 艦歴
ハードヘッドは1943年7月7日にウィスコンシン州マニトワックのマニトワック造船で起工した。1943年12月12日にE・F・マクドナルド夫人によって命名、進水し、1944年4月18日に艦長フィッツヒュー・マクマスター中佐（アナポリス1933年組）の指揮下就役する。ミシガン湖での整調訓練後、ハードヘッドはイリノイ州ロックポートで浮きドックに収められニューオーリンズまで曳航され、1944年5月16日に到着した。5月22日にルイジアナ州アルジャースを出航し、5日後にパナマ運河地帯のバルボアに到着した。同地で追加訓練後出航し、7月7日に真珠湾に到着した。

### 第1の哨戒 1944年7月 - 9月

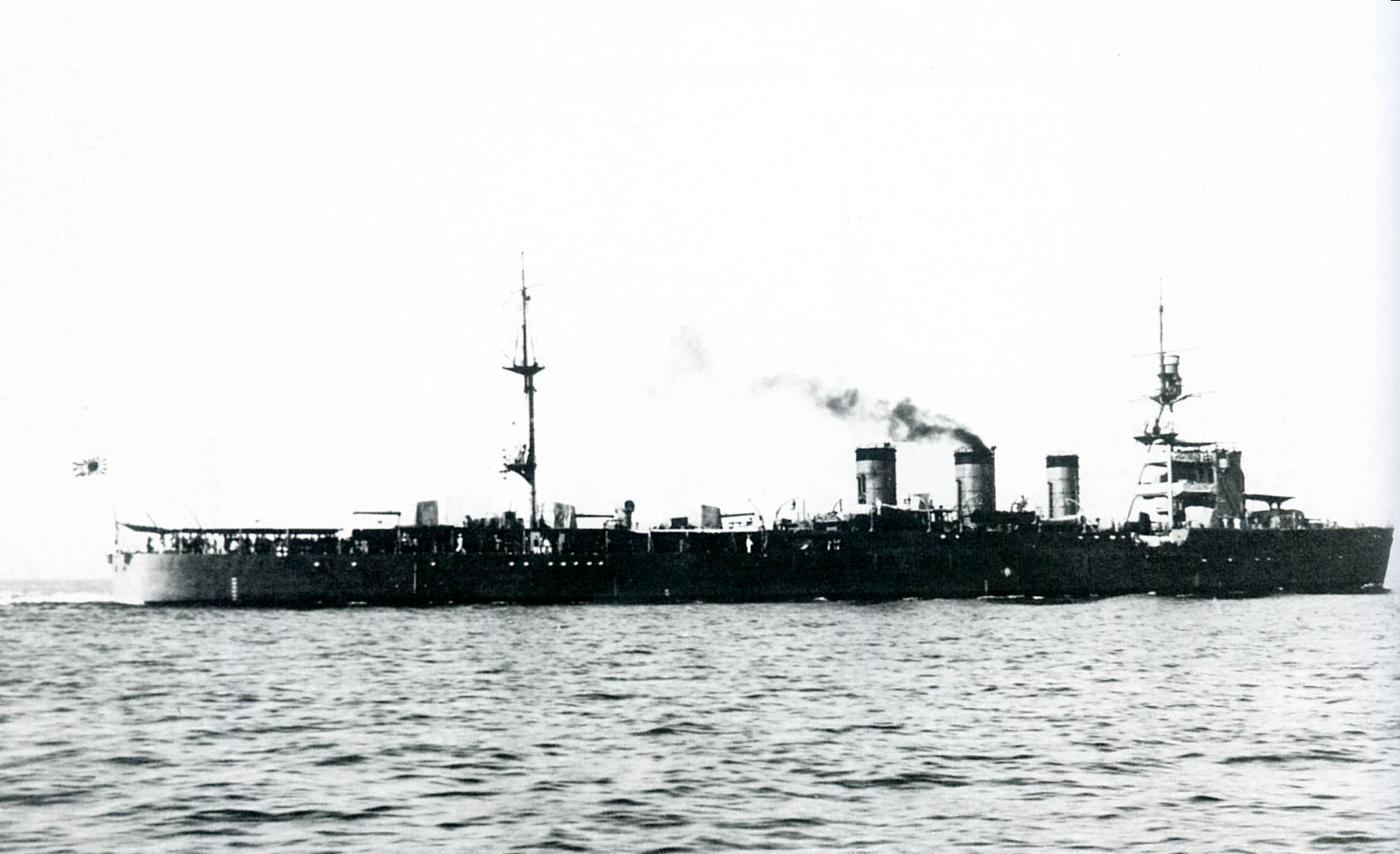
軽巡洋艦「名取」（1922年）

7月27日、ハードヘッドは最初の哨戒でフィリピン方面に向かった。8月18日2時40分、ハードヘッドは北緯12度05分 東経129度26分 / 北緯12.083度 東経129.433度のサンベルナルジノ海峡東方において、パラオに対する輸送作戦に従事中の日本海軍の軽巡洋艦名取と第3号輸送艦を発見、海上攻撃のため接近した。ハードヘッドは最初の攻撃で名取の右舷に魚雷1本を命中させて停止させ、3時30分の2度目の攻撃で魚雷2本を発射し、うち1本を名取の後部に命中させたが不発だった。名取は7時5分に沈没した。哨戒の残りは、フィリピン沖で第38任務部隊（マーク・ミッチャー中将）の艦載機に対する救助任務、およびパラオ攻撃における偵察活動に従事した。9月26日、ハードヘッドは60日間の行動を終えてオーストラリアのフリーマントルに帰投。艦長がフランシス・A・グリーンアップ（アナポリス1936年組）に代わった。

### 第2の哨戒 1944年10月 - 12月
10月24日、ハードヘッドは2回目の哨戒でグロウラー (USS Growler, SS-215)、ヘイク (USS Hake, SS-256) と共にウルフパックを構成して南シナ海およびフィリピン方面に向かった。スールー海を浮上して航行中に、漂流する救命筏を発見する。筏に乗っていたのは空母エンタープライズ (USS Enterprise, CV-6) の戦闘団指揮官であるバクティス中佐であった。彼はレイテ沖海戦で乗機を撃墜され、6日間漂流していたのであった。
11月7日夜、グロウラーからハードヘッドにレーダーで水上目標を探知した旨通知。翌11月8日1時33分、グロウラーはただちにハードヘッドとヘイクに迎撃できる位置を占めるよう指示を出した。ウルフパックは浮上状態のまま敵船団に接近。1時42分にはハードヘッドのレーダーも船団を探知し、追跡のため増速した。これはボルネオ島からマニラに向かっていたタンカー萬栄丸（日東汽船、5,226トン）と、護衛の海防艦千振、第19号海防艦、駆逐艦時雨であった。2時32分、グロウラーからハードヘッドへ「右側から攻撃すべきだ」と指令を出し、ハードヘッドはこれを受信。ハードヘッドはレーダーで船団とグロウラーの位置関係を確認した。2時51分、ハードヘッドは潜航して攻撃態勢に入った。2分後、ハードヘッドは爆発音を聴取して船団がコースを変えつつあるのを確認。続けて爆発音を3つ聴取し、これ以降はグロウラーとは音信不通となった。ハードヘッドは浮上と潜航を繰り返しながら船団前方に回りこんで絶好の攻撃位置につき、3時59分に艦尾発射管から魚雷を4本発射。魚雷は全て萬栄丸に命中し、無音で深深度潜航状態に入った。直後、11発に及ぶ爆雷攻撃があり、電球数個が破壊された。深度を巧みに変えつつ爆雷攻撃をしのいだハードヘッドは、14時55分に浮上。夜になってヘイクも浮上し、ヘイクは16時間も制圧されたことを伝えてきた。しかし、そこにグロウラーの姿はなく、2隻はグロウラーのいたと思われる付近を航行したが、何も見つけることはできなかった。グロウラーの捜索は3日にわたって行われたが、徒労に終わった。
11月に入ると、ハードヘッドはスービック湾沖で第38任務部隊機に対する救助任務に従事。11月25日、ハードヘッドはコレヒドール島沖で給糧艦・間宮と護衛艦4隻で構成されたサマ14A船団を発見し、護衛の第38号海防艦を撃沈。その後の反撃の爆雷攻撃を回避した。12月5日、ハードヘッドは45日間の行動を終えてフリーマントルに帰投した。

### 第3、第4の哨戒 1944年12月 - 1945年5月
12月24日、ハードヘッドは3回目の哨戒でベスゴ (USS Besugo, SS-321)、ブラックフィン (USS Blackfin, SS-322) とウルフパックを構成し南シナ海に向かった。1945年2月2日、ハードヘッドは北緯04度00分 東経103度30分 / 北緯4.000度 東経103.500度のマレー半島東岸で第十九南進丸（南方油槽船、834トン）を撃沈。他に数隻の船を破壊し、艦船攻撃の他にシンガポールを攻撃するB-29への救助任務にも就いた。2月15日、ハードヘッドは53日間の行動を終えてフリーマントルに帰投した。
3月20日、ハードヘッドは4回目の哨戒で南シナ海、仏領インドシナおよびタイランド湾方面に向かった。この哨戒では特別の機雷敷設任務が含まれていた。4月2日夜、ハードヘッドはインドシナ半島カモー岬沖に機雷を敷設し、特別任務を完了。その後はタイランド湾に移動し、4月6日には北緯09度18分 東経102度50分 / 北緯9.300度 東経102.833度の地点で貨物船荒尾山丸（三井船舶、6,886トン）を撃沈した。4月11日から15日にかけては一旦スービック湾に入り、燃料と弾薬を補給したのち哨戒を再開。引き続き南シナ海で行動したものの、敵艦船との接触はなかった。アメリカの潜水艦はこの時点までに日本船の活動を激減させていた。5月15日、ハードヘッドは56日間の行動を終えてフリーマントルに帰投した。

### 第5、第6の哨戒 1945年6月 - 8月
6月9日、ハードヘッドは5回目の哨戒でジャワ海および南シナ海方面に向かった。6月22日に艦載砲で貨物船を破壊し、翌23日には南緯05度50分 東経114度18分 / 南緯5.833度 東経114.300度のジャワ島北東沖でブルヘッド (USS Bullhead, SS-332) と共に第42号駆潜特務艇を撃沈し、反撃を行ってきた第113号駆潜特務艇と交通船公称第833号も撃沈した。しかし、グリーンアップ艦長の体調不良のため、ハードヘッドは哨戒の中止を余儀なくされた。7月16日、ハードヘッドは33日間の行動を終えてオーストラリアのオンズローに帰投。グリーンアップ艦長は退艦し、後任艦長にはジョン・L・ハインズ（アナポリス1938年組）が就いた。
7月18日、ハードヘッドは6回目の哨戒でジャワ海に向かった。7月23日、ハードヘッドは南緯08度10分 東経115度29分 / 南緯8.167度 東経115.483度の地点で第117号駆潜特務艇を撃沈。他に商船を座礁させたものの、それ以外の標的はほとんど発見できなかった。8月11日、ハードヘッドは24日の行動を終えてスービック湾に帰投。間もなく太平洋戦争は終了した。
ハードヘッドは第二次世界大戦の戦功で6個の従軍星章を受章した。ハードヘッドの6度の哨戒は全て「成功」として記録された。

### 戦後
ハードヘッドは8月31日にスービック湾を出航して帰路に就き、真珠湾を経由して9月22日にサンフランシスコに到着した。ハードヘッドは1946年5月10日に退役し、メア・アイランド海軍造船所で太平洋予備役艦隊入りした。
1952年2月6日にハードヘッドは予備役状態で再就役し、ニューロンドンで退役後近代化改修が行われた。 GUPPY II 改修によって船体は流線型化され、シュノーケルおよび大容量バッテリーが装備された。ハードヘッドは1953年3月24日に再就役する。大西洋艦隊に合流すると艦隊演習および戦術訓練に従事し、カリブ海、東海岸沖で活動した。1956年9月7日にハードヘッドは地中海に向けて出航、スエズ動乱に対処する第6艦隊の援護を行った。
1958年7月、ハードヘッドは第2潜水艦開発グループに加わり、その任務は艦隊作戦から戦術開発および新型機材の試験調査へと変わった。ハードヘッドは東海岸沖および北大西洋で活動し、1961年までに4度の戦闘効率賞を受賞した。その後も1972年まで艦隊の技術的優位および即応性を維持するための、この重要な任務を継続した。

### ギリシャ海軍で
ハードヘッドは1972年7月26日に退役し、同日除籍された。相互防衛援助計画の下同日ギリシャへ売却される。ギリシャ海軍ではパパニコリス (HS Papanikolis, S-114) の艦名で就役した。パパニコリスは1993年にギリシャ海軍を除籍された。